# Sarmatia (album)

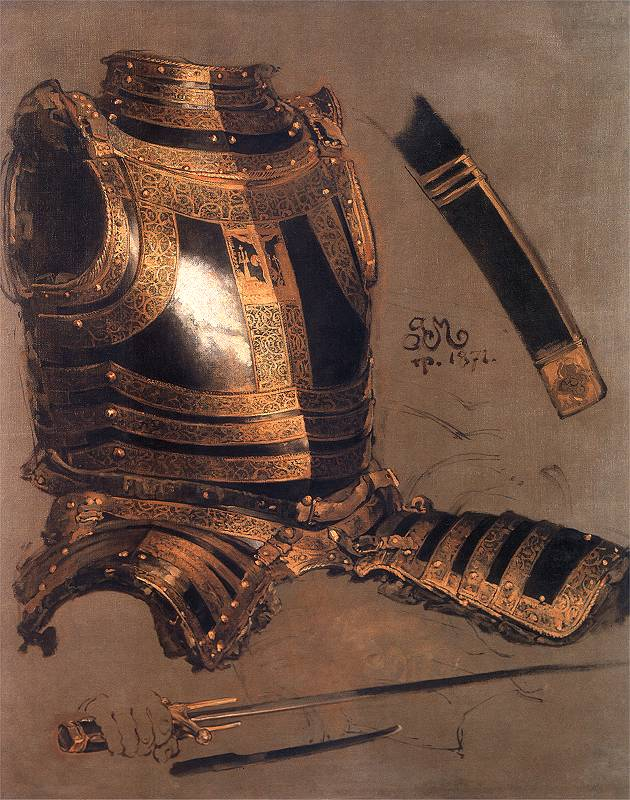
Fragment reprodukcji obrazu „Studium zbroi Stefana Batorego” Jana Matejki wykorzystano do okładki albumu.

Sarmatia – album studyjny Jacka Kaczmarskiego i Zbigniewa Łapińskiego wydany w 1994 roku przez Scutum i Pomaton EMI. Nagrań dokonano w studio Państwowej Wyższej Szkoły Muzycznej w Warszawie (obecnie to Uniwersytet Muzyczny Fryderyka Chopina) w grudniu 1993 i w styczniu 1994 roku. Okładkę płyty zaprojektował sam Jacek Kaczmarski wykorzystując fragment reprodukcji obrazu Jana Matejki „Studium zbroi Stefana Batorego” znajdującego się w Muzeum Narodowym w Krakowie oraz mapy Joana Blaeu „Polonia Regnum, et Silesia Ducatus”.

Mój najnowszy program, który napisałem razem ze Zbyszkiem Łapińskim – „Sarmatia” – odnosi się z kolei do naszych obciążeń tradycją. Czyli znowu cofnięcie się do takich piosenek, jak „Krajobraz po uczcie” czy „Sen Katarzyny II”, tylko to już nie jest walka z Rosją i wyciąganie na jaw zakazanych fragmentów naszej historii, ale wyciąganie na jaw wstydliwych fragmentów naszej historii.
Żyjąc te kilka lat w prawie normalnym kraju, nagle widzimy jak bardzo wszyscy jesteśmy zaprogramowani przeszłością. Nawet nie wiedzą o przeszłości, ale kłamstwami na jej temat.

## Twórcy[1]
Wykonawcy
- Jacek Kaczmarski – śpiew, gitara
- Zbigniew Łapiński – śpiew, fortepian

Słowa
- Jacek Kaczmarski

Muzyka:
- Jacek Kaczmarski – 1-3, 5, 9, 12-15, 17, 18
- Zbigniew Łapiński – 4, 6-8, 10, 11
- Georg Friedrich Händel – 16

## Lista utworów[1]
1. „Do Muzy suplikacja przy ostrzeniu pióra” (02:33)
2. „Drzewo genealogiczne” (04:25)
3. „Na starej mapie krajobraz utopijny” (06:06)
4. „Dobre rady Pana Ojca” (03:09)
5. „Pana Rejowe gadanie” (03:13)
6. „Dzielnica żebraków” (01:57)
7. „Czary skuteczne na swary odwieczne” (02:55)
8. „Prosty człowiek” (02:12)
9. „Warchoł” (03:02)
10. „Z pasa słuckiego pożytek” (M. Karpińskiemu) (02:28)Mapa „Polonia Regnum, et Silesia Ducatus” autorstwa Joana Blaeu
11. „Rokosz” (04:11)

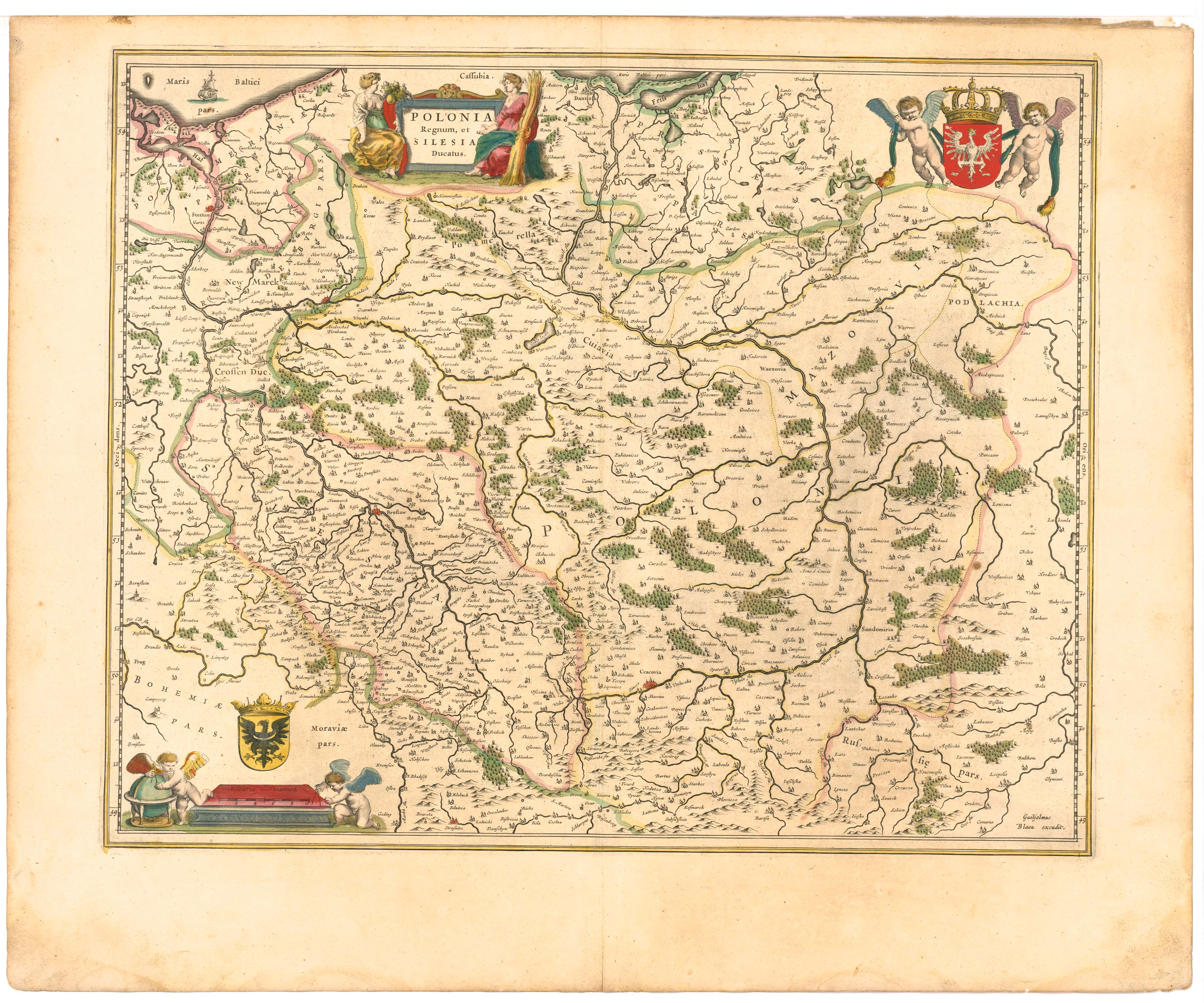
Mapa „Polonia Regnum, et Silesia Ducatus” autorstwa Joana Blaeu

12. „Kniazia Jaremy nawrócenie” (03:54)
13. „Elekcja” (03:40)
14. „Pobojowisko” (05:34)
15. „O zachowaniu przy stole” (za J. Kitowiczem) (04:08)
16. „Nad spuścizną po przodkach deliberacje” (04:43)
17. „Według Gombrowicza narodu obrażanie” (03:47)
18. „Z XVI-wiecznym portretem trumiennym – rozmowa” (05:00)

## Wydania[1]
- 1994 – Scutum/Pomaton EMI (CD, nr kat. POM CD 062)
- 1994 – Scutum/Pomaton EMI (2 kasety)
- 2004 – Album włączony do Syna marnotrawnego – zestawu 22 płyt wydanego przez Pomaton EMI.
- 2007 – Włączony do Arki Noego – zestawu 37 płyt wydanego przez Pomaton EMI.